# Pukanec
Pukanec (deutsch Pukanz, ungarisch Bakabánya) ist eine Gemeinde in der Westslowakei. Sie liegt am Fuße der Schemnitzer Berge, im Tal der Sikenica, etwa 18 km von Levice und 25 km von Banská Štiavnica entfernt.

## Geschichte
Der Ort wurde 1075 zum ersten Mal schriftlich als villa Baka erwähnt. Er bekam 1323 die Stadtrechte verliehen und wurde 1345 zur Königlichen Freistadt erhoben. Der Bergbau in der Stadt konzentrierte sich auf Gold und Silber. Die Stadt gehörte mit zu den Gründern der Freien Bergstädte (mit Banská Bystrica, Kremnica, Banská Belá, Banská Štiavnica, Ľubietová und Nová Baňa). Im 18. und 19. Jahrhundert kam es zum Niedergang des Bergbaus, 1876 wurde die Stadt von einer Königlichen Freistadt zum einfachen Dorf herabgestuft.
Zur Gemeinde gehört auch der Ortsteil Majere.

## Bevölkerung
| Jahr                | 1994 | 2004    | 2014    | 2024    |
| ------------------- | ---- | ------- | ------- | ------- |
| Anzahl der Personen | 2178 | 2067    | 1925    | 1742    |
| Unterschied         |      | −5,09 % | −6,86 % | −9,50 % |

| Jahr                | 2023 | 2024    |
| ------------------- | ---- | ------- |
| Anzahl der Personen | 1765 | 1742    |
| Unterschied         |      | −1,30 % |